# Tony Granato
Pour les articles homonymes, voir Granato.
Temple de la renommée américain : 2020
Anthony Lewis Granato (né le 25 juillet 1964 à Downers Grove dans l'Illinois aux États-Unis) est un joueur de hockey sur glace professionnel. Sa sœur Cammi a été capitaine de l'équipe nationale féminine et championne olympique de hockey sur glace.

## Carrière en club
Il est choisi lors du repêchage d'entrée dans la Ligue nationale de hockey par les Rangers de New York au sixième tour (120e choix).
Il intègre alors l'Université du Wisconsin-Madison et son équipe du championnat universitaire, les Badgers du Wisconsin. Il joue quatre saisons dans le championnat NCAA avant de rejoindre des ligues mineures.
Il fait ses débuts dans la LNH en 1988 avec les Rangers. Il joue pendant une saison avec les Rangers avant de rejoindre au cours de la saison 1989-1990 de la LNH les Kings de Los Angeles en compagnie de Tomas Sandström en retour de Bernie Nicholls.
En tant que Kings, il dépasse à trois reprises les 30 buts au cours de la saison. En 1993, la franchise atteint pour la première fois de son histoire la finale de la Coupe Stanley.
En février 1994, il reçoit une suspension de quinze matchs pour avoir mis un coup de crosse à Neil Wilkinson des Blackhawks de Chicago.
En 1996, il rejoint les Sharks de San José et reçoit le trophée Bill-Masterton Il finit sa carrière de joueur avec les Sharks en 2001.

### Honneurs et trophées personnels
- NCAA
  - Sélectionné dans la seconde équipe type de la division Western Collegiate Hockey Association en 1985 et 1987.
  - Sélectionné dans la seconde équipe type américaine de la NCAAA en 1985 et 1987.
- Ligue nationale de hockey
  - Membre de l'équipe type des recrues en 1989.
  - Trophée Bill-Masterton en 1997.
  - Sélectionné pour jouer le 47e Match des étoiles en 1997.

## Statistiques
| Saison     | Équipe               | Ligue      |     | Saison régulière | Saison régulière | Saison régulière | Saison régulière | Saison régulière |    | Séries éliminatoires | Séries éliminatoires | Séries éliminatoires | Séries éliminatoires | Séries éliminatoires |
| Saison     | Équipe               | Ligue      | PJ  | B                | A                | Pts              | Pun              | PJ               | B  | A                    | Pts                  | Pun                  |                      |                      |
| 1983-1984  | Badgers du Wisconsin | NCAA       |     |                  |                  |                  |                  |                  |    |                      |                      |                      |                      |                      |
| 1984-1985  | Badgers du Wisconsin | NCAA       | 42  | 33               | 34               | 67               | 94               |                  |    |                      |                      |                      |                      |                      |
| 1985-1986  | Badgers du Wisconsin | NCAA       | 32  | 25               | 24               | 49               | 36               |                  |    |                      |                      |                      |                      |                      |
| 1986-1987  | Badgers du Wisconsin | NCAA       | 42  | 28               | 45               | 73               | 64               |                  |    |                      |                      |                      |                      |                      |
| 1987-1988  | Rangers du Colorado  | LIH        | 21  | 13               | 14               | 27               | 36               | 8                | 9  | 4                    | 13                   | 16                   |                      |                      |
| 1987-1988  | États-Unis           | Intl       |     |                  |                  |                  |                  |                  |    |                      |                      |                      |                      |                      |
| 1988-1989  | Rangers de New York  | LNH        | 78  | 36               | 27               | 63               | 140              | 4                | 1  | 1                    | 2                    | 21                   |                      |                      |
| 1989-1990  | Rangers de New York  | LNH        | 37  | 7                | 18               | 25               | 77               |                  |    |                      |                      |                      |                      |                      |
| 1989-1990  | Kings de Los Angeles | LNH        | 19  | 5                | 6                | 11               | 45               | 10               | 5  | 4                    | 9                    | 12                   |                      |                      |
| 1990-1991  | Kings de Los Angeles | LNH        | 68  | 30               | 34               | 64               | 154              | 12               | 1  | 4                    | 5                    | 28                   |                      |                      |
| 1991-1992  | Kings de Los Angeles | LNH        | 80  | 39               | 29               | 68               | 187              | 6                | 1  | 5                    | 6                    | 10                   |                      |                      |
| 1992-1993  | Kings de Los Angeles | LNH        | 81  | 37               | 45               | 82               | 171              | 24               | 6  | 11                   | 17                   | 50                   |                      |                      |
| 1993-1994  | Kings de Los Angeles | LNH        | 50  | 7                | 14               | 21               | 150              |                  |    |                      |                      |                      |                      |                      |
| 1994-1995  | Kings de Los Angeles | LNH        | 33  | 13               | 11               | 24               | 68               |                  |    |                      |                      |                      |                      |                      |
| 1995-1996  | Kings de Los Angeles | LNH        | 49  | 17               | 18               | 35               | 46               |                  |    |                      |                      |                      |                      |                      |
| 1996-1997  | Sharks de San José   | LNH        | 76  | 25               | 15               | 40               | 159              |                  |    |                      |                      |                      |                      |                      |
| 1997-1998  | Sharks de San José   | LNH        | 59  | 16               | 9                | 25               | 70               | 1                | 0  | 0                    | 0                    | 0                    |                      |                      |
| 1998-1999  | Sharks de San José   | LNH        | 35  | 6                | 6                | 12               | 54               | 6                | 1  | 1                    | 2                    | 2                    |                      |                      |
| 1999-2000  | Sharks de San José   | LNH        | 48  | 6                | 7                | 13               | 39               | 12               | 0  | 1                    | 1                    | 14                   |                      |                      |
| 2000-2001  | Sharks de San José   | LNH        | 61  | 4                | 5                | 9                | 65               | 4                | 1  | 0                    | 1                    | 4                    |                      |                      |
| Totaux LNH | Totaux LNH           | Totaux LNH | 774 | 248              | 244              | 492              | 1 425            | 79               | 16 | 27                   | 43                   | 141                  |                      |                      |

## Carrière d'entraîneur
En 2002-2003, le début de saison de l'Avalanche du Colorado n'est pas à la hauteur des espérances des dirigeants et ils décident de licencier Bob Hartley pour mettre Granato à la place (Granato était déjà assistant entraîneur depuis le début de la saison). Il ne va rester à poste que deux saisons avant d'être remplacé par Joel Quenneville en juillet 2004. Il retourne alors à sa place d'entraîneur assistant.
En 2008-2009, il est de retour avec l'Avalanche en tant qu'entraîneur chef puis rejoint les Penguins de Pittsburgh en juillet 2009 en tant qu'assistant de Dan Bylsma. Il reste avec les Penguins jusqu'en 2014 avant de se joindre aux Red Wings de Détroit toujours à titre d'adjoint.

## Carrière internationale
Il représente les États-Unis lors des compétitions internationales suivantes :
- Championnat du monde junior
  - 1983 - 5e place
  - 1984 - 6e place
- Championnat du monde
  - 1985 - 4e place
  - 1986 - 6e place
- Jeux olympiques d'hiver
  - 1988 - 7e place
- Coupe Canada
  - 1991 -   Médaille d'argent